# Return of the Champions
Return of the Champions è un album registrato dal vivo del gruppo Queen + Paul Rodgers che sancisce il ritorno dei Queen nella scena musicale, seppur con la nuova denominazione assunta in seguito all'arrivo del cantante inglese.

## Il disco
Si tratta di registrazioni provenienti dal tour mondiale della band. Il progetto ha avuto un certo successo. Paul Rodgers ex cantante dei Free e dei Bad Company, che si è unito ai Queen, ha sottolineato che il suo scopo non era sostituire Freddie Mercury, ma onorarlo tentando di cantare al proprio meglio le canzoni.
Nell'album figurano anche canzoni del cantante, ma Rodgers ha voluto che questo tour, dapprima Europeo, poi mondiale, fosse più Queen che Paul Rodgers, quindi ha interpretato molti più brani della band. Tra le canzoni eseguite durante i concerti si segnalano: Another One Bites the Dust, Crazy Little Thing Called Love, '39, Love of My Life, Tie Your Mother Down, Fat Bottomed Girls, I Want to Break Free, Radio Ga Ga, I Want It All, The Show Must Go On, We Will Rock You e We Are the Champions, queste ultime le due canzoni simbolo dei Queen.
La canzone Bohemian Rhapsody durante i concerti è stata riprodotta attraverso l'uso del maxischermo: veniva trasmessa l'esecuzione di Freddie Mercury al Live at Wembley del 1986, per poi concludere prima della standing-ovation del pubblico, con un duetto tra Paul Rodgers e Freddie Mercury.
Le versioni dal vivo dei brani I Want It All, These Are the Days of Our Lives e The Show Must Go On (rispettivamente tratti dagli album The Miracle e Innuendo)  sono particolari in quanto si tratta di una delle rare volte in cui vennero suonati dal vivo in un concerto dei Queen. I brani vennero eseguiti dal vivo per la prima volta in assoluto durante l'evento musicale Freddie Mercury Tribute Concert, tenuto dai Queen con altri artisti della musica internazionale e dedicato alla memoria di Freddie Mercury, deceduto alla fine del 1991.

## Tracce
Il lead vocal in tutti i brani è Paul Rodgers, ad eccezione di quelli in cui è diversamente indicato

### Edizione CD

#### CD 1
1. Reaching Out - 1:08
2. Tie Your Mother Down - 4:31 (May)
3. I Want to Break Free - 4:00 (Deacon)
4. Fat Bottomed Girls - 5:46 (May)
5. Wishing Well - 4:34
6. Another One Bites the Dust - 4:02 (Deacon)
7. Crazy Little Thing Called Love  - 4:36 (Mercury)
8. Say It's Not True - 4:15 (Taylor)
  - brano cantato da Roger Taylor
9. '39 - 4:38 (May)
  - brano cantato da Brian May
10. Love of My Life - 5:11 (Mercury)
  - brano cantato da Brian May
11. Hammer to Fall - 6:46 (May)
  - brano cantato da Brian May e Paul Rodgers
12. Feel Like Makin' Love - 6:20
13. Let There Be Drums - 3:43
14. I'm in Love with My Car - 3:36 (Taylor)
  - brano cantato da Roger Taylor
15. Guitar solo - 7:00 (May)
16. Last Horizon - 4:45 (May)

#### CD 2
1. These Are the Days of Our Lives - 4:40 (Taylor)
  - brano cantato da Roger Taylor
2. Radio Ga Ga - 5:59 (Taylor)
  - brano cantato da Roger Taylor e Paul Rodgers
3. Can't Get Enough - 4:22
4. A Kind of Magic - 6:08 (Taylor)
5. I Want It All - 5:10 (May)
  - brano cantato da Paul Rodgers e Brian May
6. Bohemian Rhapsody - 6:18 (Mercury)
  - brano cantato da Freddie Mercury (da Wembley '86), con Paul Rodgers
7. The Show Must Go On - 4:34 (Queen)
8. All Right Now - 6:55
9. We Will Rock You - 2:36 (May)
10. We Are the Champions - 4:30 (Mercury)
11. God Save the Queen - 1:36 (Tradizionale, arr. May)

### Edizione DVD
1. Reaching Out - 1:02
2. Tie Your Mother Down - 4:36 (May)
3. I Want to Break Free - 3:53 (Deacon)
4. Fat Bottomed Girls - 5:41 (May)
5. Wishing Well - 4:34
6. Another One Bites the Dust - 4:28 (Deacon)
7. Crazy Little Thing Called Love  - 4:36 (Mercury)
8. Say It's Not True - 5:53 (Taylor)
  - brano cantato da Roger Taylor
9. '39 - 3:58 (May)
  - brano cantato da Brian May
10. Love of My Life - 5:05 (Mercury)
  - brano cantato da Brian May
11. Hammer to Fall - 6:45 (May)
  - brano cantato da Brian May e Paul Rodgers
12. Feel Like Makin' Love - 6:28
13. Let There Be Drums - 3:42
14. I'm in Love with My Car - 3:35 (Taylor)
  - brano cantato da Roger Taylor
15. Guitar solo - 7:00 (May)
16. Last Horizon - 4:41 (May)
17. These Are the Days of Our Lives - 4:36 (Taylor)
  - brano cantato da Roger Taylor
18. Radio Ga Ga - 5:58 (Taylor)
  - brano cantato da Roger Taylor e Paul Rodgers
19. Can't Get Enough - 4:22
20. A Kind of Magic - 6:07 (Taylor)
21. I Want It All - 5:12 (May)
  - brano cantato da Paul Rodgers e Brian May
22. Bohemian Rhapsody - 6:55 (Mercury)
  - brano cantato da Freddie Mercury (da Wembley '86), con Paul Rodgers
23. The Show Must Go On - 4:35 (Queen)
24. All Right Now - 6:55
25. We Will Rock You - 2:34 (May)
26. We Are the Champions - 4:30 (Mercury)
27. God Save the Queen - 2:04 (Tradizionale, arr. May)

Bonus tracks
1. It's a Beautiful Day (Remix) - 2:40 (Queen)
2. Imagine (Live in Hyde Park, London) - 4:01

## Formazione
- Paul Rodgers - voce, chitarra ritmica, pianoforte
- Brian May - chitarra solista, voce
- Jamie Moses - chitarra ritmica, cori
- Spike Edney - tastiere, cori
- Danny Miranda - basso, cori
- Roger Taylor - batteria, voce

## Dati delle vendite

### CD
| Data Rilascio     | Titolo                  | Posizione in Classifica                                                                                               |
| ----------------- | ----------------------- | --- |
| 19 settembre 2005 | Return of the Champions | #3 ; #9: ; #12: (Argento); #13: ; #16: ; #19: , ; - #28: ; #42: ; #44 ; #47 ; #49: ; #56: , ; #78 ; - #80 ; #84 ; #96 |

### DVD
| Data Rilascio   | Titolo                  | Posizione in Classifica                                                   |
| --------------- | ----------------------- | ------------------------------------------------------------------------- |
| 18 ottobre 2005 | Return of the Champions | #1: (platino), ; #2: , ; #3: , ; #4: ; - #7: , #9: ; #11: ; #14: ; #17: . |